# Pielisjoki
La Pielisjoki est une rivière qui s'écoule du lac Pielinen (97,7 m d'altitude) au lac Pyhäselkä (75,9 m) en Finlande.

## Géographie
Ses affluents principaux sont les rivières Koitajoki, Jukajoki, Iiksenjoki, Kuusoja et Oksoja.
La ville de Joensuu est située à l'embouchure de la rivière.

## Aménagements
À la fin du XIXe siècle, dix écluses sont construites pour la navigation sur la rivière. Dans les années 1950 et 1960, la centrale hydroélectrique de Kaltimo (24 MW, 10 m de chute) et la centrale hydroélectrique de Kuurna (18 MW, 6,9 m de chute) sont construites qui empêchent la navigation sur la Pielisjoki.
Dans le même temps, des nouveaux canaux ont été construits qui ont remplacé le système de navigation précédent.

### Canaux à écluses
Trois canaux à écluses automatiques sont en fonctionnement:
- canal de Kaltimo, Eno, (1879, canal actuel: 1958)
- canal de Kuurna, Kontiolahti, (1876, canal actuel: 1971)
- canal de Joensuu (premier canal: 1877, deuxième: 1923, actuel: 1971[3])

### Centrales hydroélectriques
- Centrale hydroélectrique de Kaltimo
- Centrale hydroélectrique de Kuurna

## Habitat
Sur les rives de la rivière Pielisjoki se trouvent, entre autres, les agglomérations, villages et quartiers suivants:
- Eno: Uimaharju, Paukkja, Eno.
- Kontiolahti: Jakokoski, Paihola,  Kulho, Lehmo, Kupluskylä.
- Joensuu: Utra, Ranta-Mutala, Siihtala, centre de Joensuu, Iiksenniitty, Karsikko, Sirkkala, Penttilä.

## Galerie

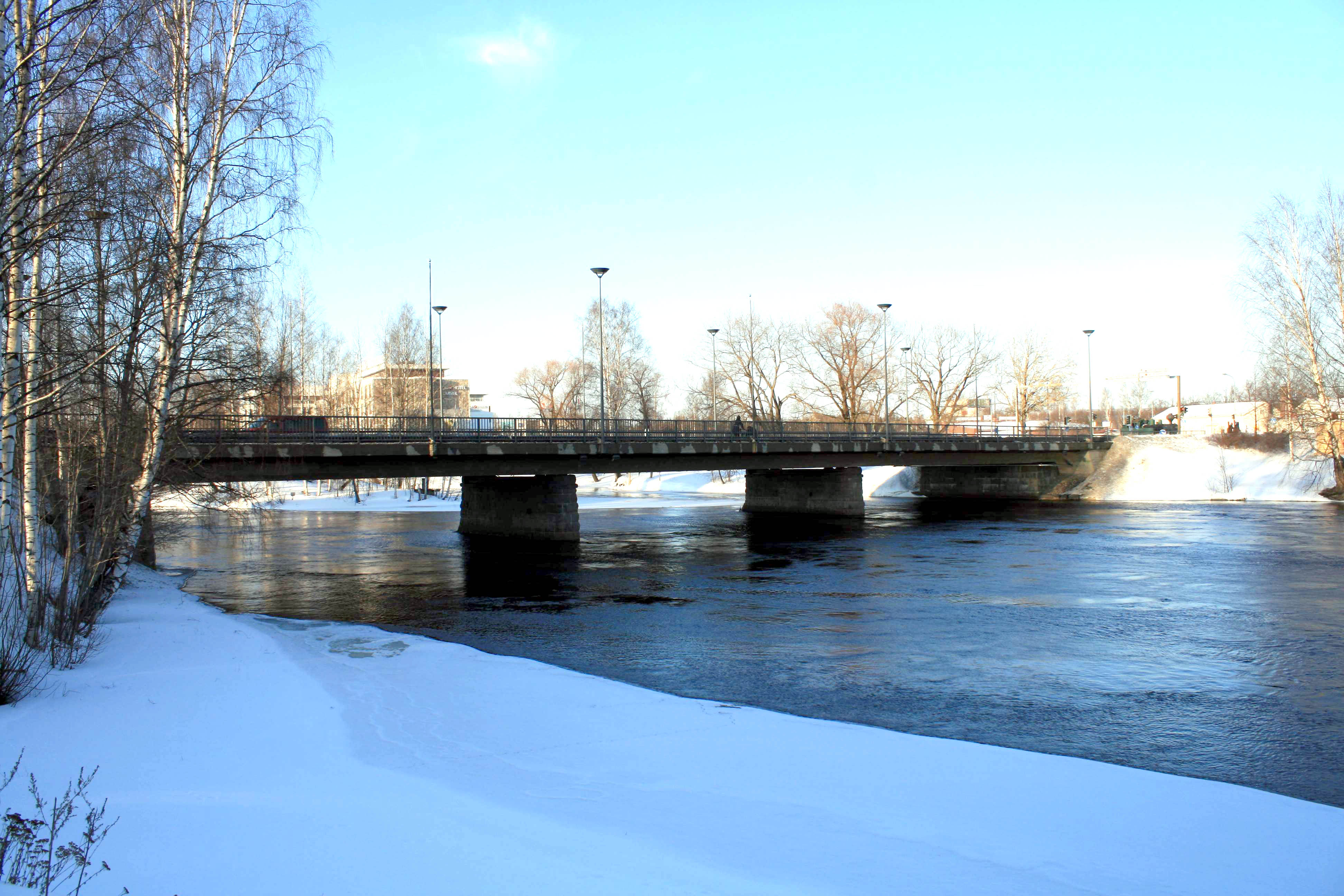
Itäsilta entre Ilosaari et la gare de Joensuu.
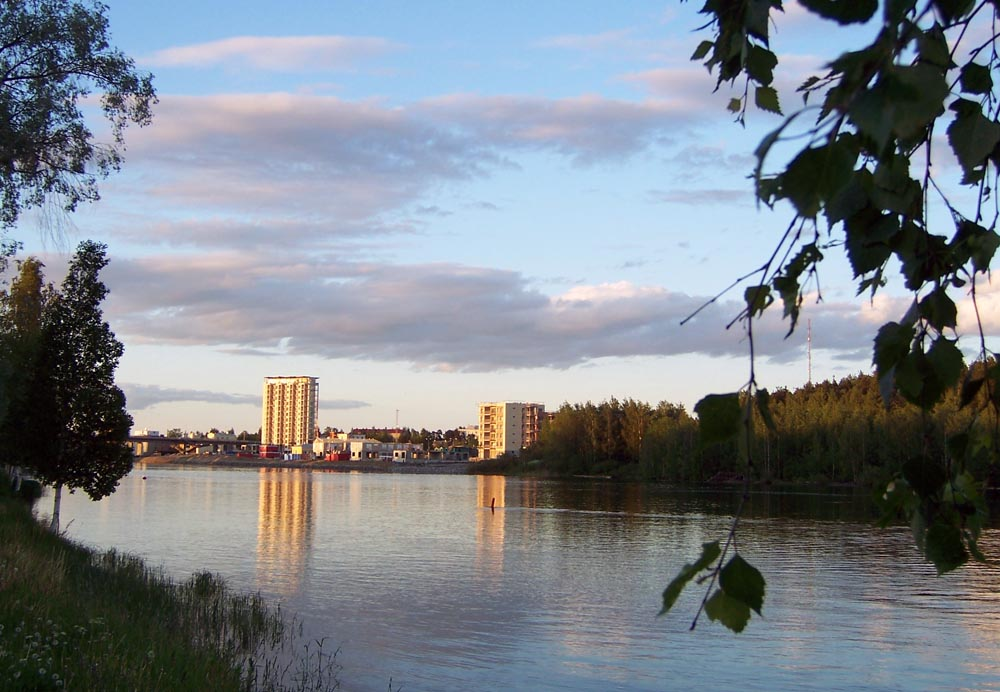
Pielisjoki.
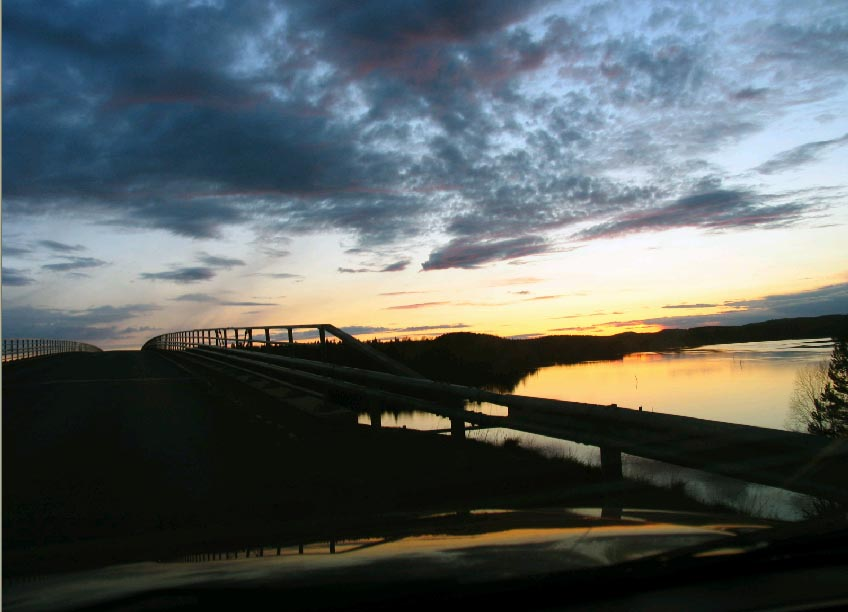
Pont de Mönni.

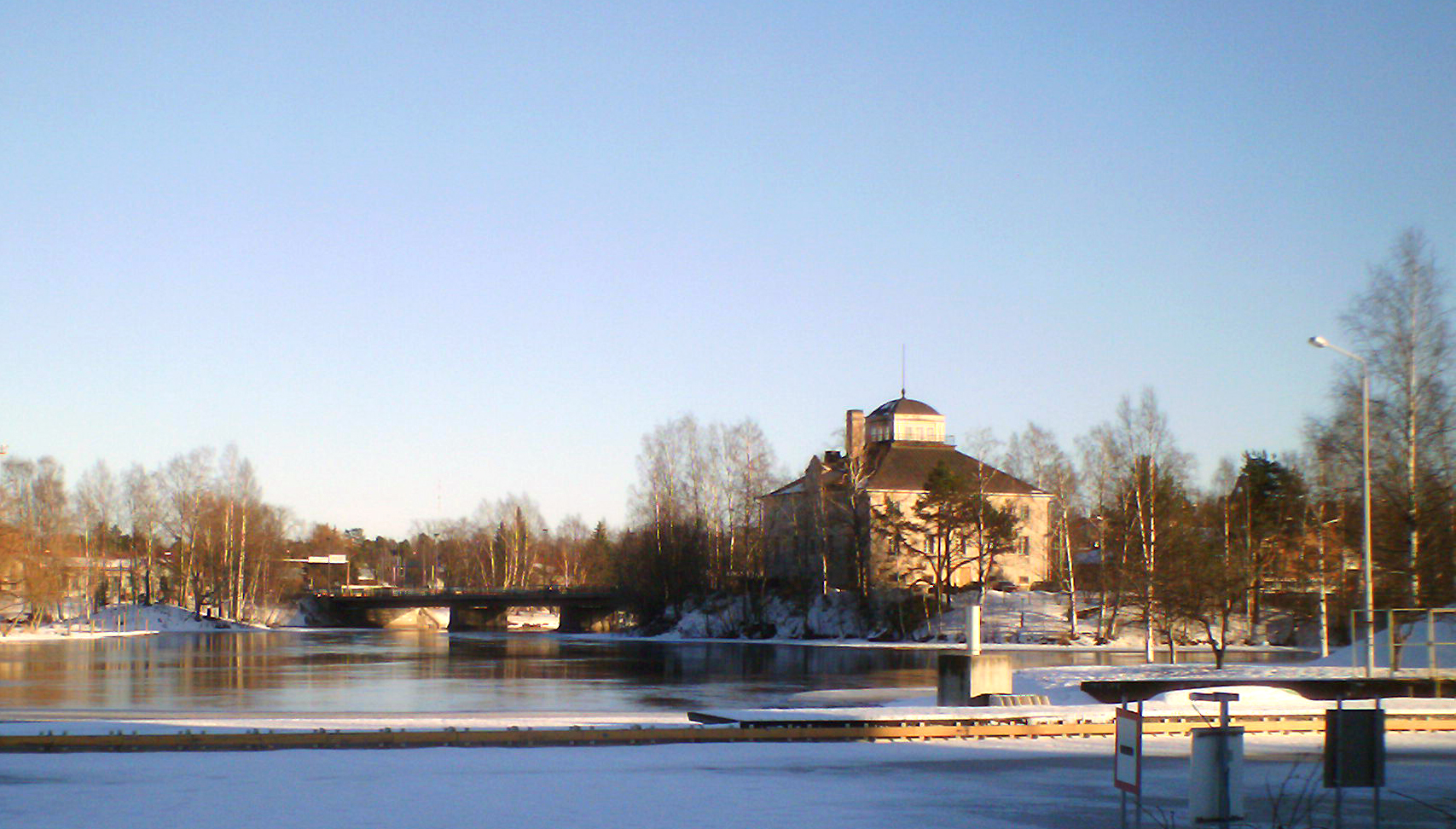
Chateau de la Pielisjoki.
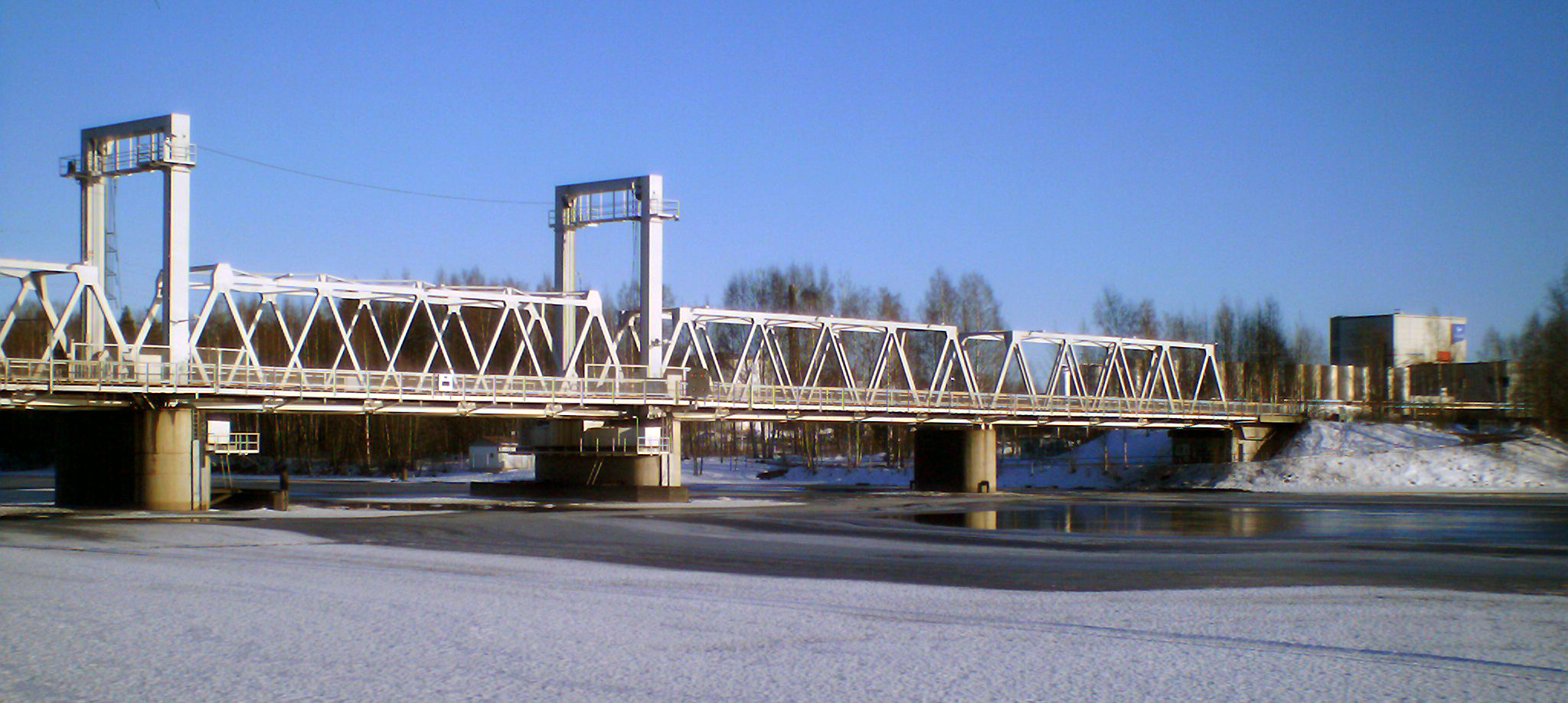
Pont ferroviaire de Joensuu.
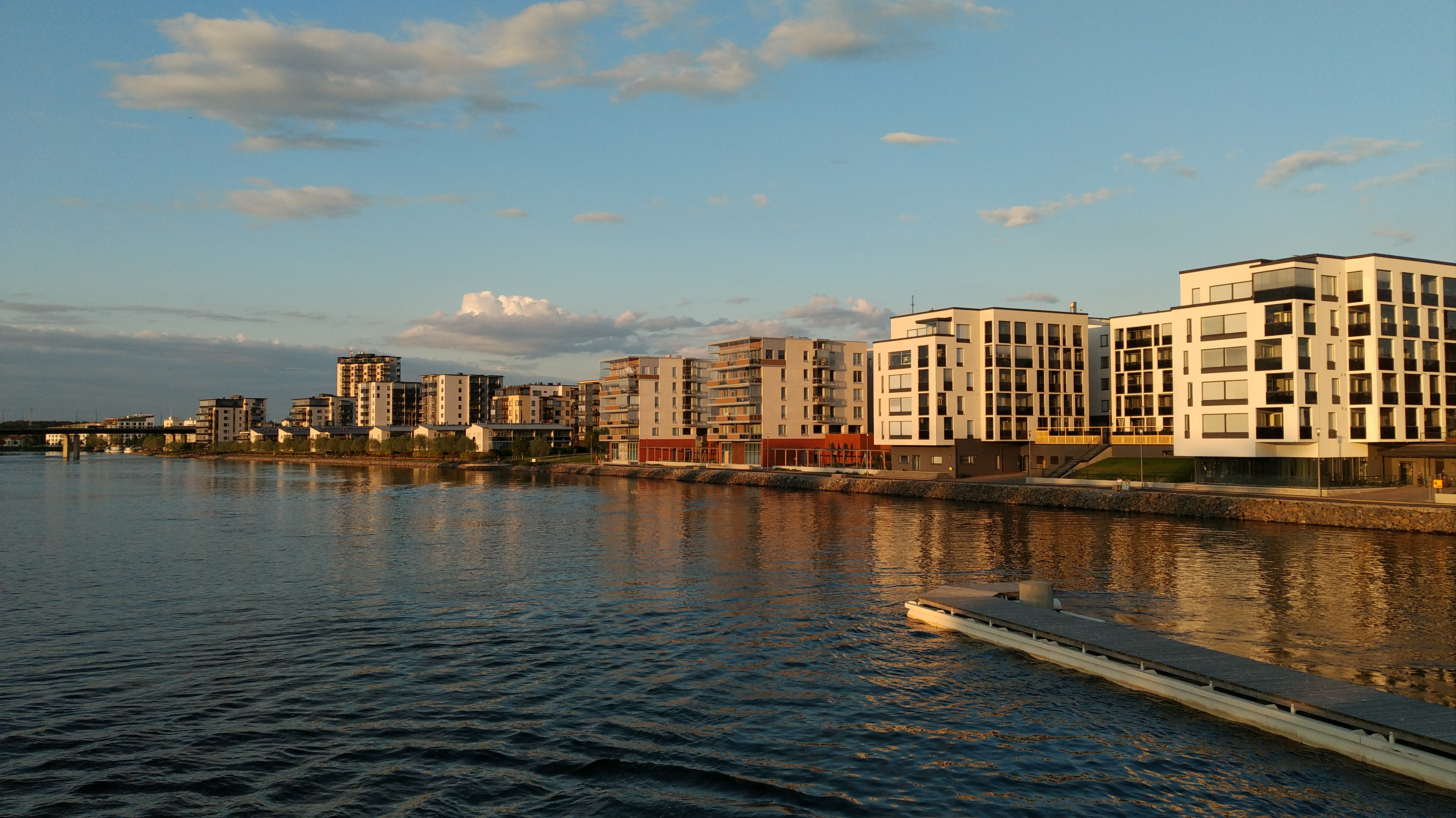
Aittaranta à Joensuu.